# الکساندر فاکس
الکساندر فاکس (انگلیسی: Alexander Fuchs؛ زادهٔ ۵ ژانویهٔ ۱۹۹۷) بازیکن فوتبال اهل آلمان است.
از باشگاه‌هایی که در آن بازی کرده‌است می‌توان به باشگاه فوتبال نورنبرگ اشاره کرد.